# Gunplay
Gunplay è un film del 1951 diretto da Lesley Selander.
È un western statunitense con Tim Holt, Joan Dixon e Harper Carter.

## Produzione
Il film, diretto da Lesley Selander su una sceneggiatura di Ed Earl Repp, fu prodotto da Herman Schlom per la RKO Radio Pictures e girato a Santa Clarita e ad Agoura, California, dal 23 ottobre 1950. Il titolo di lavorazione fu Gun Notches.

## Distribuzione
Il film fu distribuito negli Stati Uniti dal 7 giugno 1951 al cinema dalla RKO Radio Pictures. È stato distribuito anche in Brasile con il titolo Valentes Destemidos.

### Promozione
Le tagline sono:
- Roaring action in Old Arizona, when Tim and his lady ranch boss blast in on the man whose secret holds a whole town in terror!
- Trigger-trusty Tim on the trail of the mystery man behind a reign of terror that gripped a whole town!...Blazing action on the roaring road of adventure in Old Arizona!
- Blistering action in Old Arizona as brains, beauty and bullets wage savage war on the sinister man behind a wildfire wave of frontier outlawry!